# 北海道バーバリアンズ

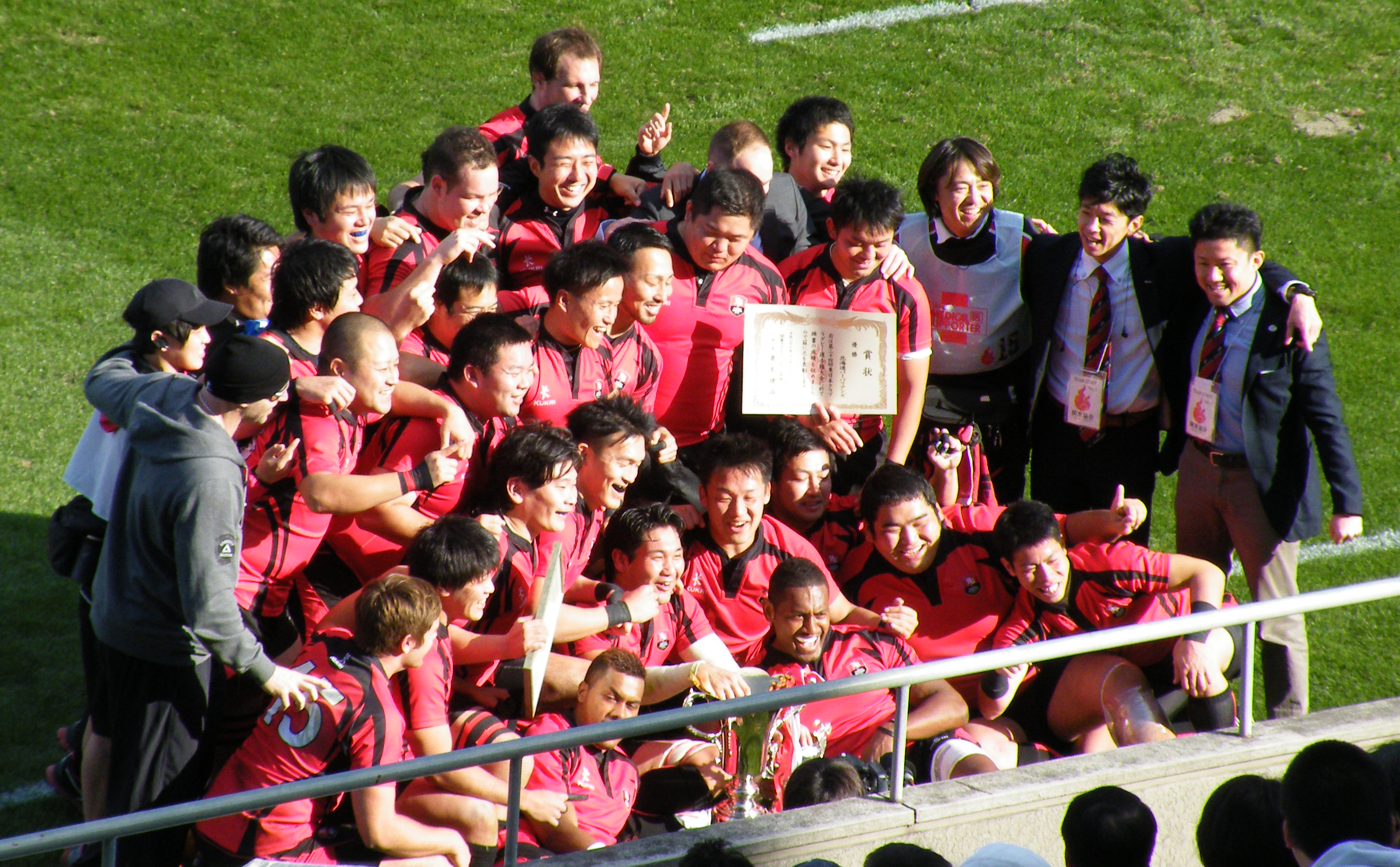
北海道バーバリアンズ（東日本クラブラグビー選手権大会2014 決勝後）

北海道バーバリアンズ（ほっかいどうバーバリアンズ、Hokkaido Barbarians）は、北海道札幌市及びその周辺地域を本拠地とするラグビーユニオン競技を中心とした総合型スポーツクラブによるチームである。運営は、認定NPO法人北海道バーバリアンズラグビーアンドスポーツクラブ（Hokkaido Barbarians R.F.C.）。男子・女子、ジュニアからシニアまで、ラグビーのほかアイスホッケーやバドミントンなど組織内に多数のチームを持つ。

## チーム編成
ラグビー以外にも各種スポーツにチームを持つ。
男子チーム「北海道バーバリアンズ」
- Aチーム：男子15人制のトップチーム[3]。
- Bチーム：男子15人制の準チーム。Aチームよりは年齢層が上[4]。
- シニア：オーバー35、オーバー50などの大会に出場[5]。

女子チーム「北海道バーバリアンズ ディアナ」
- ディアナ：女子7人制チーム[6]。

ジュニアチーム「北海道バーバリアンズ ラグビージュニア」
- ジュニア：幼児、小学生、中学生[7]

他のスポーツ
- アイスホッケー：「北海道バーバリアンズH.C.」[8]
- バドミントン[9]
- その他：クリケット、パークゴルフ、スキークロスカントリー、車いすマラソン、テニスなど[10]

## 成績

### 男子15人制
- 全国クラブラグビーフットボール大会 - 優勝4回（2014, 2016, 2017, 2019）
- 東日本トップクラブリーグ - 優勝9回（2010, 2012, 2015, 2016, 2017, 2018, 2022, 2023, 2024）
- 東日本クラブ選手権 - 優勝7回（1992, 2002, 2014, 2015, 2016, 2017, 2019）

### 女子7人制
- 太陽生命ウィメンズセブンズシリーズ2024 昇格大会 - 優勝（次季2025年大会ではコアチームとして出場）[11][12]

## 施設

### バーバリアンズ定山渓グラウンド
札幌市南区定山渓にある。メイングランド1面、サブグラウンド1面のほか、クラブハウスなど4棟、屋内練習場、テニスコート、パークゴルフ場などを持つ。

## 沿革
出典
1975年に田尻稲雄ら北海道小樽潮陵高等学校卒業生の仲間5人で小樽市で「ボーミッツ（VOMITS・ヘドを吐くの意味）」として結成。
1987年、活動拠点を札幌市に移し、チーム名を「北海道バーバリアンズ」とする。1988年には2チーム編成となる。
1992年、東日本クラブ選手権で初優勝。
1995年、クラブ創設20周年記念ニュージーランド遠征。
1998年、全国クラブ大会初出場。
1999年、スポーツ団体としては初となる特定非営利活動法人（NPO法人）に認定される。
2002年、Over35チーム、ジュニアチーム結成。
2004年、東日本トップクラブリーグを創設。
2007年、定山渓グラウンドとクラブハウスを取得。
2008年、クリケット・パークゴルフ・スキークロスカントリー・車いすマラソン含む総合型スポーツクラブとなる。
2010年度、第9回東日本トップクラブリーグにて初優勝。同年に女子チームを創設し、翌2011年にその名称を「ディアナ」とする。
2012年度、第9回東日本トップクラブリーグにて2年ぶり2回目の優勝。
2014年度、第21回全国クラブラグビーフットボール大会で初優勝。
2015年度、第12回東日本トップクラブリーグにて2年ぶり3回目の優勝。
2016年度、第13回東日本トップクラブリーグで2年連続4回目の優勝、第24回全国クラブラグビーフットボール大会で3年ぶり2回目の優勝。
2017年度、第14回東日本トップクラブリーグにて3年連続5回目の優勝、第25回全国クラブラグビーフットボール大会で2年連続3回目の優勝。
2018年度、第15回東日本トップクラブリーグで4年連続6回目の優勝。
2019年2月17日、第26回全国クラブラグビーフットボール大会で4回目の優勝。
2020年1月13日、第27回全国クラブラグビーフットボール大会の1回戦で敗退。以降、2021年・2022年ともに出場に至らなかった。
2023年2月5日、第30回全国クラブラグビーフットボール大会の準決勝で、千里馬クラブと対戦し20-23で惜敗。
2024年5月12日、女子チーム「ディアナ」が太陽生命ウィメンズセブンズシリーズ2024 昇格大会で優勝し、翌年2025年大会でコアチーム（上位12チーム）入りとなる。

## 主な在籍選手
2024年5月現在
- 和田昂樹（男子キャプテン）
- 奥田浩也
- 七戸勇気（7人制日本代表選出）
- 三枝千晃（7人制女子日本代表選出）[19]

## 在籍した選手
- マテアキ・カファトル（サンウルブズ）
- サム・チョンキット（宗像サニックスブルース）
- トゥキリ・ロテ・ダウラアコ （花園近鉄ライナーズ）
- レオン・エリソン（ヤクルトレビンズ）
- マウ・ジョシュア（リコーブラックラムズ）
- 黒川ラフィ（コカ・コーラレッドスパークス）
- セルホゼ （花園近鉄ライナーズ）
- 馬渕勝